# 国民クイズ常識の時間
国民クイズ常識の時間（こくみんクイズじょうしきのじかん）は、日本テレビ系列で2002年10月17日から2004年3月4日までの間、毎週木曜19時54分～20時54分で放送されていた、世の中に蔓延する常識問題に芸能人が解答するクイズバラエティ番組である。途中2回リニューアルし、『クイズ!常識の時間!!』『ジョーシキの時間2』というタイトルが変更され放送された。

## 放送開始の経緯
構成作家の安達元一が旅行でオランダに行った際、現地のテレビからヒントを得て、本番組を企画したという（ちなみに、安達が見た番組というのが、日本ではテレビ朝日で2003年から2008年に放送された『テスト・ザ・ネイション』だった。日本版ではこちらも後述の古舘が司会）。各局に持ち込んだものの反応が鈍かった。ただ一人、日本テレビの菅賢治だけは面白そうな企画だと判断し、制作することを決めた。そんな過程を経て、2001年12月25日、2002年3月26日に特番で放送していた『国民脳力ランキング!クイズ!常識の時間』だったが、好評だったため半年後にレギュラースタートした。しかし、安達は裏番組『奇跡体験!アンビリバボー』（フジテレビ系列）の構成作家をやっていたため、レギュラー版には参加しなかった。同時間でのクイズ番組は『マジカル頭脳パワー!!』以来3年ぶりとなった。
本来のコンセプトは「テレビの前でクイズに答えるだけで、自分の常識力が日本国民1億3000万人の中で何位にランク付けされるかが分かる!」というものだったが、視聴率の悪化で早々とリニューアルを余儀なくされた。後に『ジョーシキの時間2』で視聴率が改善されたが、古舘伊知郎が2004年4月にテレビ朝日系列『報道ステーション』の初代メインキャスターを担当することとなったため降板。司会を当時日本テレビアナウンサーの福澤朗（福澤は古舘に尊敬の念を持っている）に変更の上、『摩訶!ジョーシキの穴』にリニューアルした。

## 出演者

### 司会
- 古舘伊知郎
- 爆笑問題（太田光・田中裕二）

『ジョーシキの時間2』以降は解答者として出演。

## ルール
- 対決は何らかの形でライバル関係に当たる2人が出演。
- 問題は、9つのジャンルの中から5問を出題。

（ただし第1回のスペシャルのみジャンルは12個で6問出題。2002年12月12日からは9ジャンル中6問を出題。2003年1月23日からは、問題選択のルールはなくなり「常識選定委員会」（古館・爆笑の3人と、様々な分野の専門家8人で構成される）が予め決めた問題を全部で6問出題。）
| 日本と韓国   | テロから1年      | 赤ちゃん誕生         |
| 人気の食べ物 | 話題のダイエット | ワイドショーの有名人 |
| 不況の中の光 | モーニング娘。   | 子供のヒーロー       |

（例：2002年10月17日放送・福澤朗vs徳光和夫）
- 先攻後攻は、司会者が年上年下、先輩後輩などを加味して独断で指名し、指名された側は9つのジャンルの中から1つ選択。
- 選択した問題は「小さな日本」と呼ばれる多種多様な職業の100人の解答者にイヤホンを使って先に出題し、解答させる（内訳は、10代から50代までが男女それぞれ8人ずつで、各世代に1人ずつ芸能人がいる。60代と70代は男女それぞれ5人ずつ。）。そしてここでの正解した人数によって、この問題の得点が決まる。

例えば40人正解した場合は、100人－40人(正解率)＝60点　となり、一般解答者の不正解率が得点となる。
またここでは年代別・性別ごとのグラフが表示されるので、ある程度のヒントになる。
- その後、2人の解答者に対してVTRで出題をし、解答者はモニターに答えを書く（シンキングタイム中はスタジオが暗転、解答者のステージが回転し、BGMも厳かな雰囲気だったが、2003年1月23日から田中が「脳みそ!」と言ったら、小さな日本の100人が「回転!」とコールしてシンキングタイム、BGMも明るめのものに変更された。他にも、田中が「一生懸命！」とコールし、小さな日本が「考えよ～！」と続けてコールするという別バージョンもあった）。正解すればその点数がもらえる。
- 4問目までは、両者が交互に問題を選択。最終問題のみ、点数が低い側が選択（スペシャルの1回目は、常に点数の低いほうに選択権があった。同点の時は、司会者が独断でどちらかに選択権を与える）。
- 最終問題が終わった時点で点数が高かった人が勝ちとなる。賞金は勝者の得点以上の成績を出した小さな日本の解答者とで100万円を山分け。

（ただし第1回のスペシャルのみ「勝者の得点×1万円」で、小さな日本の賞金上限は200万円）
- 番組の最後には（スペシャルでは各対決ごとにも）小さな日本のランキングが発表され、その得点を1億3000万人に当てはめると何位ぐらいになるかが表示されていた。
- 番組の最後で解答者募集（交通費が出ないため、関東地方の人と決められていた）していたが、他に「ライバル関係の2人」も募っており、一般人の1対1の対決も企画していたようだが、結局実現しなかった。
- 2003年1月16日からはマスコットキャラクターが登場（名前は不明、声は矢島和葉）。スタジオナレーションを担当し、テレビの前の視聴者にだけヒントを出すこともあった。このキャラクターはリニューアル後も、後述する純金製常識人プレートの絵柄として残った。

## リニューアル後（クイズ!常識の時間!!）
- 2003年2月6日から
- あるテーマで5人の解答者が出場。一般常識以外にもそのテーマの常識とされる問題が出題される。
- 小さな日本のランキングはなくなったが、一般常識問題の得点を決める役割は残り、解答者5人の答えをジャッジする投票も行うようになった。
- 太田がボケを交えたVTRを用いながら自ら出題するクイズも登場した。
- 合計得点の最も多かった解答者は古舘の出題する最終問題「古舘伊知郎のThe common sense」に挑戦、正解すれば純金製の常識人プレートを獲得する（パーフェクトの場合は、さらに世界一周旅行も獲得）。逆に最下位は太田がデザインしたバカジャンという恥ずかしい柄がプリントされているジャンパーを着て、仕事をしないといけない罰ゲームがあった。
- 2003年5月8日からは番組タイトルも「クイズ!常識の時間!!」に変更され、小さな日本も消滅した。

## ジョーシキの時間2
- 2003年10月16日から
- 司会は古舘伊知郎のみ。爆笑問題はゲスト4名（後に5名）と共に解答者となり、6名で協力して戦うという「古舘vs解答者（爆笑チーム）」の図式。
- ベースはある集団（特定の趣味、職業等）の人々に聞いたアンケートの1位を当てるランキングクイズ。最初に直感アンサーとしてフリップで全員が答えを披露。その後、太田議長を中心に合議をし1つの解答を出す。1位を当てることができれば1000点獲得。当てられなかった場合、1位以外の答えをヒントに再度合議し、正解すれば100点獲得（1度だけ、1回目の解答が不正解にもかかわらず1位を開けてしまい、おわびで100点獲得となったことがある）。
- LOWLOWランキング：一般人数百人に「○○がつく芸能人といえば？」という問題に対し一般人が回答した答えのうち、答えた人数が少なくなるように答えていく。回答順は太田→ゲスト→田中（逆のときもあり）。前の人より答えた人数が多かったり、1人もいなかったらアウト（同数はセーフ）。6人つなぐことができれば1000点獲得。
- あなたは誰?ひらめき5：5つのヒントからゲスト回答者を当てる。1つ目で分かれば1000点。以下、800、600、400、200と下がっていく。
- スピード7：90秒間でアンケートの上位7つをリレー形式で回答。1つ正解するたびに100点。「BONUS」がついている答えは500点。「STOP」がついている答えを当てると20秒間タイマーが止まり、その間にみんなで相談できる。正解すると列から抜けていき、7人ですべて答えることができればパーフェクトボーナスが加算され、合計1500点獲得。但し、時間と共に回答するマイクが下がっていき、古舘の足元に這いつくばって答えなければならない。
- ぴったし絵メージQUIZ：一般人に「お題のフリップに自由に書き足して別の絵を作ってもらう」アンケートを取り、多かった答えトップ3を当てる。1人ずつ回答し、書いた答えがトップ3に入っていれば順位に応じた得点が入る。3位→100点、2位→200点、1位→300点。
- 最終問題「古舘くん1人だけが答えられませんでした」：ある職業の人物5人と古舘に対して、解答者チームが相談して考えたクイズ1問を出題。5人と古舘はフリップで回答し、5人が正解・古舘のみが不正解であれば2000点獲得。5人の誰かが不正解か、古館が正解した場合は得点なし。
- 獲得した得点に応じて賞品や罰ゲームがある。

3000点未満：罰ゲーム（途中でお仕置きに変更）（その日、足を引っ張った人1人に受けてもらう。内容はモノマネメドレー、世界一臭い料理ホンオフェを食べるなど）
3000点以上：何もなし
4000点以上：賞品（季節に応じて変わる）
6000点以上：国内旅行
7000点以上：世界一周旅行（獲得後は世界二周）

## ネット局
| 放送対象地域   | 放送局                    | 系列                           | 放送日時           |
| -------------- | ------------------------- | ------------------------------ | ------------------ |
| 関東広域圏     | 日本テレビ（NTV） 制作局  | 日本テレビ系列                 | 木曜 19:00 - 20:54 |
| 北海道         | 札幌テレビ（STV）         | 日本テレビ系列                 | 木曜 19:00 - 20:54 |
| 青森県         | 青森放送（RAB）           | 日本テレビ系列                 | 木曜 19:00 - 20:54 |
| 岩手県         | テレビ岩手（TVI）         | 日本テレビ系列                 | 木曜 19:00 - 20:54 |
| 宮城県         | ミヤギテレビ（MMT）       | 日本テレビ系列                 | 木曜 19:00 - 20:54 |
| 秋田県         | 秋田放送（ABS）           | 日本テレビ系列                 | 木曜 19:00 - 20:54 |
| 山形県         | 山形放送（YBC）           | 日本テレビ系列                 | 木曜 19:00 - 20:54 |
| 福島県         | 福島中央テレビ（FCT）     | 日本テレビ系列                 | 木曜 19:00 - 20:54 |
| 山梨県         | 山梨放送（YBS）           | 日本テレビ系列                 | 木曜 19:00 - 20:54 |
| 新潟県         | テレビ新潟（TeNY）        | 日本テレビ系列                 | 木曜 19:00 - 20:54 |
| 長野県         | テレビ信州（TSB）         | 日本テレビ系列                 | 木曜 19:00 - 20:54 |
| 静岡県         | 静岡第一テレビ（SDT）     | 日本テレビ系列                 | 木曜 19:00 - 20:54 |
| 富山県         | 北日本放送（KNB）         | 日本テレビ系列                 | 木曜 19:00 - 20:54 |
| 石川県         | テレビ金沢（KTK）         | 日本テレビ系列                 | 木曜 19:00 - 20:54 |
| 福井県         | 福井放送（FBC）           | 日本テレビ系列／テレビ朝日系列 | 木曜 19:00 - 20:54 |
| 中京広域圏     | 中京テレビ（CTV）         | 日本テレビ系列                 | 木曜 19:00 - 20:54 |
| 近畿広域圏     | 読売テレビ（ytv）         | 日本テレビ系列                 | 木曜 19:00 - 20:54 |
| 鳥取県・島根県 | 日本海テレビ（NKT）       | 日本テレビ系列                 | 木曜 19:00 - 20:54 |
| 広島県         | 広島テレビ（HTV）         | 日本テレビ系列                 | 木曜 19:00 - 20:54 |
| 山口県         | 山口放送（KRY）           | 日本テレビ系列                 | 木曜 19:00 - 20:54 |
| 徳島県         | 四国放送（JRT）           | 日本テレビ系列                 | 木曜 19:00 - 20:54 |
| 香川県・岡山県 | 西日本放送（RNC）         | 日本テレビ系列                 | 木曜 19:00 - 20:54 |
| 愛媛県         | 南海放送（RNB）           | 日本テレビ系列                 | 木曜 19:00 - 20:54 |
| 高知県         | 高知放送（RKC）           | 日本テレビ系列                 | 木曜 19:00 - 20:54 |
| 福岡県         | 福岡放送（FBS）           | 日本テレビ系列                 | 木曜 19:00 - 20:54 |
| 長崎県         | 長崎国際テレビ（NIB）     | 日本テレビ系列                 | 木曜 19:00 - 20:54 |
| 熊本県         | くまもと県民テレビ（KKT） | 日本テレビ系列                 | 木曜 19:00 - 20:54 |
| 鹿児島県       | 鹿児島読売テレビ（KYT）   | 日本テレビ系列                 | 木曜 19:00 - 20:54 |

## スタッフ

### レギュラー版
J2=ジョーシキの時間2以降加入した者
- ナレーター：鶴ひろみ（2003年5月29日〜）、野田圭一（J2・2003年10月16日〜）、延友陽子（日本テレビアナウンサー、J2・2003年11月13日〜）
- 構成：山本宏章、冨永一郎、野口悠介、堀江利幸、とちぼり元、石塚祐介、小野高義、山谷隆、須平敦宣、工藤ひろこ、ヒロハラノブヒコ/岩立良作（とち・堀江→2003年5月8日〜、野口→J2・2004年1月15日〜）
- TM：勝見明久
- SW：高梨正利（以前はTD）
- CAM：村上和正
- MIX：鈴木佳一（以前はAUD）、三石敏生、池田正義
- 照明：谷田部恵美、内藤晋、小川勉
- 技術：ヌーベルバーグ、池田屋
- 美術プロデューサー：高野豊
- 美術デザイン：道勧英樹
- 美術進行：鈴木喜勝
- 大道具：赤木直樹
- 小道具：宍倉正一
- 電飾：村上雅洋
- モニター：中川英幸
- 広報：立柗典子
- CG：スウィッシュ・ジャパン（2003年1月～）
- EED：中西雅照（読売映像）、神宮寺曉（読売映像）、加納敏行（読売映像、J2・2003年10月16日〜）、石上淳（読売映像、J2・2003年12月18日〜）
- MA：島崎敏晴（読売映像）、安藤隆司（読売映像）
- TK：大岡伸江
- 音効：森山顕仁（ヘンドリックス）、譲矢健志（ヘンドリックス、J2・2003年10月23日〜）
- 制作進行：本間正幸（J2・2003年11月13日〜、以前はディレクター）
- デスク：山本恭代（J2・2003年11月20日〜）
- クイズ作成・リサーチ：喜多あおい、大島祐紀子（ジーワン）、野村直子、今別府亮（フォーミュレーション）（今別府→2003年5月29日～、大島→2003年6月5日～、野村→J2・2003年10月16日〜）
- 協力：古舘プロジェクト、タイタン
- 制作協力：TV-S!ON、オフィスぼくら、Fact、NCV
- ディレクター：日野力、鈴木賢一、高橋敬冶、森本雅也、田屋聡美、三藤豊、田中竜登、竹谷和樹、坂井つとむ、高橋雄康、佐々木英敏、中本訓彦、大岡慎介、石塚宏充、広江孝吉（鈴木・高橋敬・田屋・田中・坂井・高橋雄・中本・大岡・広江→J2〜）
- 演出：鈴木守、小塩佳宏、安彦和弘、上利竜太、渡辺政次、安島隆（安島→J2から演出）【毎週1人担当、その他はディレクター】
- AP（アシスタントプロデューサー）：瀬戸口正克（J2・2003年10月16日〜、2003年8月14日〜9月11日まではプロデューサー）、渡辺るみ子（J2・2003年11月13日〜）
- プロデューサー：松岡至、小林宏充、中村喜伸、高家宏明、神尾育代、細越貴子
- 演出アドバイザー：伊藤慎一
- 総合演出：三浦伸介
- プロデューサー・演出：菅賢治
- チーフプロデューサー：桜田和之
- 製作著作：日本テレビ

#### 過去のスタッフ（レギュラー版）
- 構成：YAS5000、渡辺創、久保貴義、高野順二、小山協子（高野・小山→2002年12月12日～2003年9月11日）、桜井慎一（桜井→2003年5月8日〜9月11日）
- CAM：中川昭生
- システム：横田勝（ブレスト）、山田竜太郎（ディマージシェア）
- CG：MIL
- ナレーター：スタジオ・奥田民義（2002年12月12日まで）、矢島和葉（2003年1月16日～2月13日）、VTR・山田美穂（2003年2月13日まではVTRのみ、その後2003年5月8日まではスタジオのナレーションも担当。）、魚住りえ（当時日本テレビアナウンサー、J2・2003年10月16日）、鈴木麻里子（J2・2003年10月23日）
- クイズ作成・リサーチ：伊藤匡（ジーワン）、神谷直樹（神谷→2003年6月5日～9月11日、ジーワン）、香野勇雄（2003年5月29日～9月11日、フォーミュレーション）、串田良広（2003年7月～9月11日、フォーミュレーション）
- ディレクター：原経巌、守屋隆広、塚田秋春、染谷昌彦

### パイロット版
- 企画：安達元一
- 構成：渡辺創、山谷隆、須平敦宣、石塚祐介、工藤ひろこ、久保貴義、ヒロハラノブヒコ/岩立良作（久保・ヒロハラ→*2）
- TM：伊東聡（*1は伊藤名義）
- TD：高梨正利
- CAM：山田祐一
- AUD：鈴木佳一
- 照明：内藤晋
- 技術：ヌーベルバーグ
- 美術プロデューサー：高野豊
- 美術デザイン：道勧英樹
- 大道具：入江豊
- 小道具：中島浄
- 電飾：柴崎武人
- モニター：親川尚治
- 広報：小串理江
- CG：持田学
- EED：中西雅照（*2、読売映像）
- MA：島崎敏晴（*2、読売映像）
- TK：大岡伸江
- 音効：森山顕仁（ヘンドリックス）
- ナレーター：奥田民義（*1,2）、山田美穂（*2）
- クイズ作成・リサーチ(*2)：CAMEYO 高野順二、原田靖宏
- 協力：古舘プロジェクト
- 制作協力：TV-S!ON、オフィスぼくら
- アシスタントプロデューサー：細越貴子
- ディレクター：安彦和弘、日野力、坂井勉、中澤智有、佐々木英敏、浜田和宏、鈴木賢一、上利竜太（安彦・坂井・中澤・鈴木→*2）
- 演出：大友有一、小塩佳宏
- プロデューサー：小林宏充（*1,2）、川口浩也、高家宏明（川口・高家→*2）
- 総合演出：三浦伸介、伊藤慎一
- プロデューサー・演出：菅賢治
- チーフプロデューサー：桜田和之
- 製作著作：日本テレビ

#### 過去のスタッフ（*1のみ）
- パソコン：岩坂和明（ブレスト）、山田竜太郎（ディマージシェア）
- EED：高野毅（NTVV）
- MA：山際卓郎（読売映像）
- ナレーター：魚住りえ（当時日本テレビアナウンサー）
- ディレクター：守屋隆広、中松希

| 日本テレビ系列 木曜19:54 - 19:58枠                     | 日本テレビ系列 木曜19:54 - 19:58枠                                                        | 日本テレビ系列 木曜19:54 - 19:58枠                           |
| 前番組                                                 | 番組名                                                                                    | 次番組                                                       |
| ------------------------------------------------------ | ----------------------------------------------------------------------------------------- | ------------------------------------------------------------ |
| 地球は女で回ってる? ※19:00 - 19:58 （2002年4月 - 9月） | 国民クイズ常識の時間 ↓ クイズ!常識の時間!! ↓ ジョーシキの時間2 （2002年10月 - 2004年3月） | 天才!志村どうぶつ園 ※19:00 - 19:58 （2004年4月 - 2007年3月） |
| 日本テレビ系列 木曜20時台                              |                                                                                           |                                                              |
| ウルトラショップ5.1 （2001年10月 - 2002年9月）         | 国民クイズ常識の時間 ↓ クイズ!常識の時間!! ↓ ジョーシキの時間2 （2002年10月 - 2004年3月） | 摩訶!ジョーシキの穴 （2004年4月 - 2005年3月）                |